# Енш
Енш (њем. Ensch) општина је у њемачкој савезној држави Рајна-Палатинат. Једно је од 103 општинска средишта округа Трир-Сарбург. Према процјени из 2010. у општини је живјело 463 становника. Посједује регионалну шифру (AGS) 7235019.

## Географски и демографски подаци
Енш се налази у савезној држави Рајна-Палатинат у округу Трир-Сарбург. Општина се налази на надморској висини од 150 метара. Површина општине износи 6,8 km². У самом мјесту је, према процјени из 2010. године, живјело 463 становника. Просјечна густина становништва износи 68 становника/km².